# Anton Fernbach
Anton Fernbach, auch Anton Fernbach-Ferenczi oder Anton Ferenczi (* 4. März 1925 in Oradea; † 1989), war ein rumänischer Fußballspieler. Der Stürmer bestritt insgesamt 157 Spiele in der rumänischen Divizia A und der ungarischen Nemzeti Bajnokság. Im Jahr 1944 gewann er mit Nagyváradi AC die ungarische, im Jahr 1951 mit CCA Bukarest die rumänische Meisterschaft.

## Karriere
Die Karriere von Fernbach begann im Jahr 1943, als er in den Kader der ersten Mannschaft von Nagyváradi AC kam, die seinerzeit in der ersten ungarischen Liga, der Nemzeti Bajnokság, spielte. Er kam in der Saison 1943/44 dreimal zum Einsatz und gewann mit seinem Team am Saisonende die ungarische Meisterschaft.
Nach dem Ende des Zweiten Weltkrieges schloss sich Fernbach Karres Mediaș an. Mit Karres verpasste er die Qualifikation zur Divizia A. Er wechselte zu Ferar Cluj, wo er in der Saison 1946/47 acht Tore in 16 Spielen erzielen konnte. Im Jahr 1947 fusionierte Ferar mit dem Lokalrivalen CFR Cluj. Fernbach konnte sich auch in der Spielzeit 1947/48 behaupten und schaffte mit 15 Treffern bei 28 Einsätzen die beste Torquote seiner Laufbahn. In der Saison 1948/49 konnte er hieran nicht anknüpften, traf nur dreimal und musste mit seinem Team am Saisonende absteigen.
Im Sommer 1949 wechselte Fernbach daraufhin zu CCA Bukarest. Da der rumänische Pokal in jenem Jahr aufgrund der Umstellung des Ligabetriebs erst im Herbst 1949 durchgeführt wurde, konnte er sich durch den Pokalerfolg seinen ersten Titel in Rumänien sichern. Den Pokalerfolg konnte er mit seinem Team in der Saison 1950 wiederholen. Seine Torgefährlichkeit konnte er bei CCA nur selten unter Beweis stellen. Er kam seltener zum Einsatz und bestritt in der Meistersaison 1951 nur noch die Hälfte der Spiele.
Anfang 1952 verließ er CCA zum Lokalrivalen Locomotiva Bukarest, der gerade in die Divizia B abgestiegen war. Mit seinem neuen Klub gelang ihm der sofortige Wiederaufstieg. Nach zwei Spielzeiten musste er am Ende der Spielzeit 1954 wieder absteigen. Auch während seiner Zeit bei Locomotiva trat er nicht mehr als Torjäger in Erscheinung. Er stieg mit dem Klub Ende 1955 wieder auf, kam in der Saison 1956 aber nur noch auf elf Einsätze. Anfang 1957 kehrte er zu Progresul Oradea in seine Heimatstadt zurück. Mit seinem neuen Verein stieg er am Ende der Saison 1957/58 in die Divizia B ab. Im Jahr 1960 beendete Fernbach seine Laufbahn.

## Nationalmannschaft
Fernbach bestritt ein Spiel für die rumänische Nationalmannschaft. Er kam im sechsten Spiel des abgebrochenen Balkan-Cups 1948 gegen Ungarn zum Einsatz, wurde jedoch bereits nach zwei Minuten gegen Gheorghe Bodo ausgewechselt.

## Erfolge
- Ungarischer Meister: 1944
- Rumänischer Meister: 1951
- Rumänischer Pokalsieger: 1949, 1950, 1951